# Abbadia Cerreto
Abbadia Cerreto nebo také Serè je italská obec s asi 300 obyvateli, nacházející se v provincii Lodi.

## Historie
Centrum se vyvinulo kolem opatství Cerreto, založeného roku 1084 Alberikem z Montecassina v románsko-gotickém slohu.
Sídlili zde mniši řádu benediktinů ale roku 1131 sem přišli cisterciáci. Roku 1798 byl klášter zrušen.
Jediným pozůstatkem kláštera je kostel svatého Petra.

## Společnost
Dne 30. listopadu 2012 měla obec 292 obyvatel.
Dne 31. prosince 2008 se v obci nacházelo 22 domů etnických a zahraničních skupin, které představovaly 7,74% obyvatelstva.